# Beardmore W.B.V
Beardmore W.B.V — опытный одномоторный палубный истребитель-биплан времён Первой мировой войны, разработанный британской компанией «William Beardmore & Co., Ltd.». Самолёт не был принят на вооружение, всего было изготовлено 2 прототипа.

## История создания

### Разработка
Параллельно с созданием истребителя Beardmore W.B.IV, Джордж Т. Ричардс, главный конструктор компании Beardmore, разрабатывал второй самолёт, который по требованию Британского адмиралтейства должен был иметь на вооружении 37-мм пушку (по аналогии с французским SPAD S.XII) для уничтожения дирижаблей, бомбардировщиков и лёгких кораблей.
W.B.V представлял собой одномоторный одноместный цельнодеревянный биплан со складными двухсекционными крыльями для хранения на борту корабля. Французский восьмицилиндровый V-образный двигатель Hispano-Suiza мощностью 200 л. с. позволял развивать скорость до 180 км/ч. Заряжаемая вручную 37-мм пушка Пюто была установлена между рядами цилиндров двигателя и вела огонь через полую втулку винта. Плавучесть самолёта обеспечивали надувные резиновые поплавки.

### Испытания
Всего изначально было заказано 3 самолёта с номерами N41-N43. Испытания проводились лётчиками Королевской военно-морской авиации (англ. RNAS — Royal Naval Air Service). Первый прототип поднялся в воздух 3 декабря 1917 года на аэродроме Острова Грэйн (англ. Isle of Grain), Медуэй, графство Кент. Во время полёта были проведены стрельбы, по результатам которых 37-мм пушка была признана небезопасной, т. к. казённик находился прямо в кабине пилота, и пороховые газы после выстрела летели лётчику прямо в лицо. Поэтому самолёт отправили обратно на завод, где вместо пушки установили синхронизированный пулемёт Vickers и пулемёт Льюиса стрелявший вверх сквозь вырез в центроплане верхнего крыла. Вскоре после этого W.B.V с номером N41 был повреждён и списан. Второй прототип, N42, совершил свой первый и последний полёт 20 февраля 1918 года в Далмьюире (англ. Dalmuir), недалеко от Глазго, Шотландия, после чего все работы по самолёту были свёрнуты. Третий прототип построен не был, судьба второго неизвестна.

## Лётно-технические характеристики

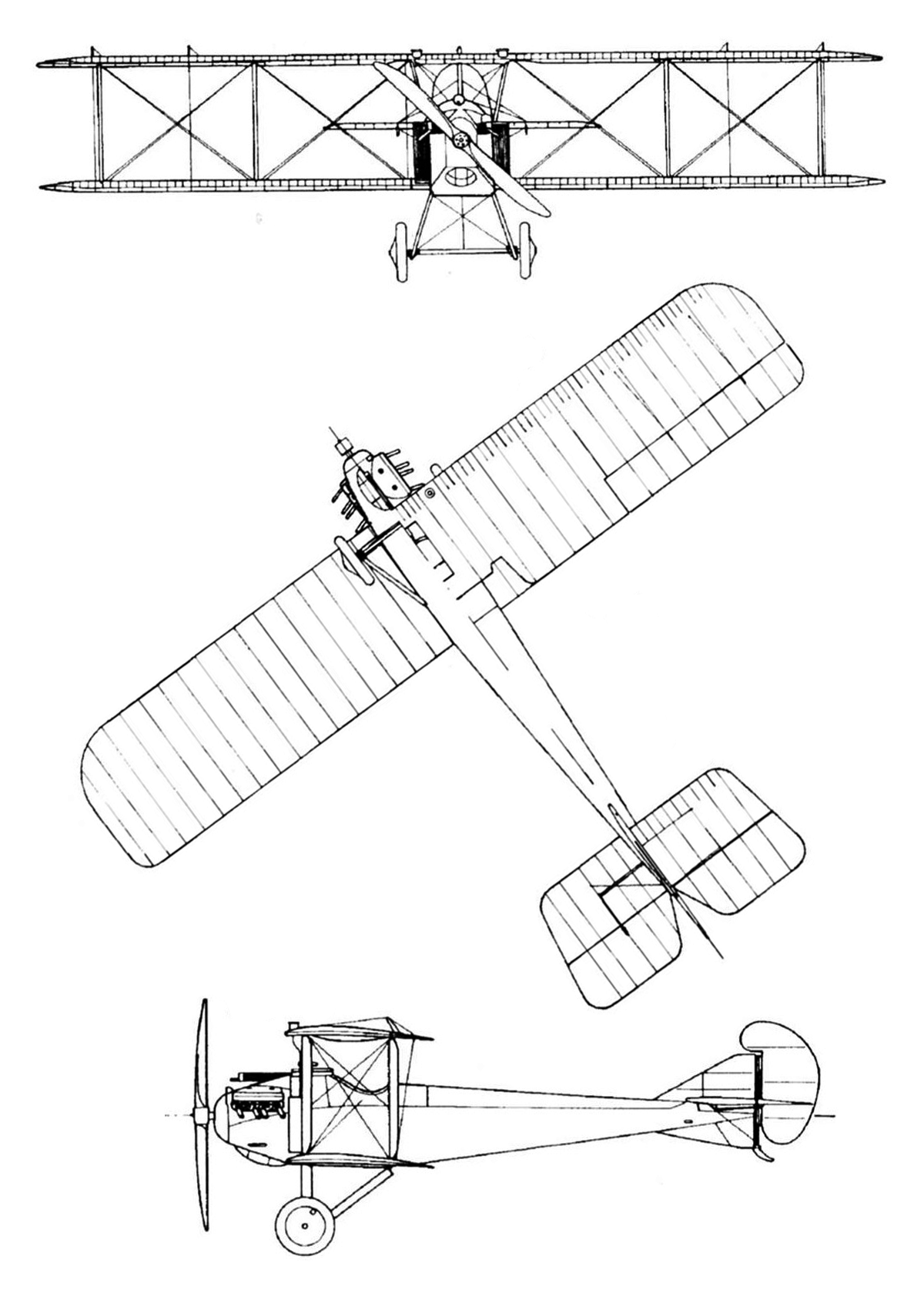
Beardmore W.B.V

Источник данных: Дж. Тэйлор «Jane's Fighting Aircraft of World War I» (1990).

Технические характеристики
- Экипаж: 1
- Длина: 8,1 м
- Размах крыла: 10,92 м
- Высота: 3,61 м
- Площадь крыла: 36,6 м²
- Масса пустого: 845 кг
- Нормальная взлётная масса: 1136 кг
- Силовая установка: 1 ×  Hispano-Suiza 8B
- Мощность двигателей: 1 × 200 л. с.
- Диаметр винта: 2,74 м

Лётные характеристики
- Максимальная скорость: 180 км/ч
- Крейсерская скорость: 152 км/ч
- Скорость сваливания: 72 км/ч
- Практический потолок: 4270 м[5]
- Нагрузка на крыло: 30,9 кг/м²

Вооружение
- Стрелково-пушечное: 1 × 37 мм пушка Пюто; впоследствии 1 × пулемёт Vickers и 1 × пулемёт Льюиса[4]